# جون روت
جون روت (بالإنجليزية: Jon Root)‏ (10 يوليو 1964 - ) هو لاعب كرة طائرة الولايات المتحدة. شارك في الألعاب الأولمبية الصيفية 1988.

## وصلات خارجية
- جون روت على موقع دوري الدرجة الأولى الإيطالي للكرة الطائرة - رجال (الإيطالية)
- جون روت على موقع أوليمبيديا (الإنجليزية)